# Thân vương Koreyasu
Thân vương Koreyasu (tiếng Nhật: 惟康親王, 26 tháng 5 năm 1264 — 25 tháng 11 năm 1326), còn được biết đến là Minamoto no Koreyasu (源 惟康), là Tướng quân thứ 7 của Mạc phủ Kamakura ở Nhật Bản, nắm quyền từ năm 1266 đến năm 1289. Koreyasu là một Tướng quân bù nhìn được dựng lên bởi người của gia tộc Hōjō.